# Troglorhopalurus
Genre
Troglorhopalurus est un genre de scorpions de la famille des Buthidae.

## Distribution
Les espèces de ce genre sont endémiques du Brésil.

## Liste des espèces
Selon The Scorpion Files (01/05/2025) :
- Troglorhopalurus iuiu Carvalho, Silva, Emanuela de Souza & Feirreira, 2025
- Troglorhopalurus lacrau (Lourenço & Pinto-da-Rocha, 1997)
- Troglorhopalurus translucidus Lourenço, Baptista & Giupponi, 2004

## Systématique et taxinomie
Ce genre a été décrit par Lourenço, Baptista et Giupponi en 2004 dans les Buthidae.

## Publication originale
- Lourenço, Baptista & Giupponi, 2004 : « Troglobitic scorpions: a new genus and species from Brazil. » Comptes Rendus Biologies, vol. 327, no 12, p. 1151-1156.